# Ralph Barnaby
Ralph Stanton Barnaby  född 1883 död 13 september 1986, var en amerikansk militär och flygare. 
Barnaby började som 16-åring att bygga ett glidflygplan som påminde om dagens hängglidare. Som förlaga använde han fotografier och skisser på Otto Lilienthals farkoster. Med glidflygplanet premiärflög han från en kulle utanför Roxbury 1909. Efter studierna erbjöds han arbete vid Standard Aero Corp i Plainfield men lämnade företaget 1917 för att ansluta sig till U.S. Naval Reserve Flying Corps. Vid läkarundersökningen konstaterades att han vägde för lite och att han inte uppfyllde synkraven, och han blev inte godkänd. Efter ett par veckor ändrade intagningsnämnden sig och han fick order att inställa sig för att svära eden vid US Navy och återvända hem för att invänta nya order. Han kallades senare in för tjänstgöring, men inte som flygare utan han tjänstgjorde under första världskriget som flygplansinspektör. Han lämnade arbetet vid flottan 1947 för att arbeta som flygingenjör vid Franklin Institute. Under sin aktiva period tilldelades han medaljerna Legion of Merit, Air Medal och Medal of Merit of Columbia University. Barnaby skrev flyghistoria 1930 när han startade med ett segelflygplan från luftskeppet Los Angeles över Lakehurst Naval Air Station. Hans intresse för segelflyg ledde till att han utsågs till kapten för det amerikanska laget vid VM i segelflyg i Örebro 1950.